# اخیدیو آروالو ریوس
اخیدیو رائول آروالو ریوس (اسپانیایی: Egidio Raúl Arévalo Ríos‎؛ زاده ۱ ژانویهٔ ۱۹۸۲) بازیکن فوتبال اهل اروگوئه است.
وی همچنین در تیم ملی فوتبال اروگوئه بازی کرده‌است.